# Vasallstat
Vasallstat eller lydrike är en stat som står i avtalad beroendeställning till en annan stat genom vasallskap eller tributplikt. Vasallstater var vanliga i det medeltida internationella systemet där icke-suveräna furstar, vasaller, var förpliktigade att tillhandahålla militär assistans till en länsherre, ofta en suverän monark. Därmed var det ofta inte staten som vasallfursten regerade över som stod i formellt beroende till en utländsk överhöghet utan fursten själv enligt feodala principer.
Historiskt har villkoren för dessa förhållanden varierat stort; vissa vasallstater har haft långtgående autonomi medan andra har kontrollerats hårdare av det dominanta riket. Ett vanligt tecken på underkastelse var att betala tribut till sin skyddsmakt eller länsherre. 

## Historiska exempel

### Antiken
Under antiken bestod de stora imperierna ofta av ett antal mer eller mindre autonoma lydriken; från den kinesiska Zhoudynastin i Fjärran Östern till de forntida rikena i Mindre Asien och Främre Orienten som Assyrien, Hettitriket och faraonernas Egypten valde man inte alltid att själva erövra territorium under sina expansionsfaser utan istället försäkra sig om angränsande smårikens lojalitet. I antikens Rom användes termen "klientstat" om samma fenomen, en icke-romersk härskare kunde få tillåtelse att fortsätta vara kung över sitt rike som "vän till det romerska folket" (rex socius). Herodes Antipas som regerade över Galileen under Jesu levnadsår var en av Romerska kejsardömets sådana lydfurstar.

### Medeltiden
Det vanligaste exemplet på medeltida vasaller i Europa var Tysk-romerska riket där de olika ingående furstarna i flera led kunde förfoga över underordnade vasaller från regional till lokal nivå. Över dem fanns samtidigt den tysk-romerska kejsaren som gjorde anspråk på att vara alla de ingående furstarnas länsherre, även om praktiskt upprätthållande av dessa anspråk aldrig genomfördes.
Efter Kalifatet Córdobas kollaps på 1000-talet kvarstod en mängd muslimska småriken, taifa, på Iberiska halvön som under reconquistan blev vasaller till de kristna furstarna i norr. Emiren av Granada blev tributpliktig vasall till Kastiliens krona år 1238. I Östeuropa och Mellanöstern var flera småstater vasaller till Mongolväldet och dess efterträdarstater. År 1370 blev den bysantinske kejsaren Johannes V Palaiologos en vasall till Osmanska riket.

## Motsvarigheter i modern tid
Beteckningen är idag i stort förlegad och ofta brukar man istället tala om marionettstater eller satellitstater som också är statsbildningar med begränsad suveränitet men inte kännetecknas av vasallskap, en väsentlig skillnad är att moderna marionett- och satellitstater är nominellt självständiga medan medeltida vasallstater både officiellt och i praktiken saknade full suveränitet. Långt in på 1800-talet och fram till avkoloniseringen under 1900-talets första hälft förekom dock olika statsbildningar, främst i den koloniala världen vid sidan om regelrätta kolonier, som underkastades diverse skyddsförhållanden såsom protektorat eller de indiska furstestaterna.
Statsbildningar på 1900-talet som har betecknats som vasallstater inkluderar Nazitysklands marionettstater under andra världskriget såsom Vichyfrankrike och Oberoende staten Kroatien, samt Sovjetunionens satellitstater under kalla kriget. I dessa fall var det dock staterna själva som var juridiskt bundna enligt avtal till en främmande makt, inte enskilda individer som styrde staterna.